# Kapel van Lexhy
De Kapel van Lexhy is een kapel te Lexhy, gelegen in de deelgemeente Horion-Hozémont van de Belgische gemeente Grace-Hollogne.
Deze kapel, gelegen nabij het Kasteel van Lexhy en daartoe behorend, werd reeds vermeld in  begin 13e eeuw. De romaanse toren stamt uit de 12e eeuw, en het schip is 18e-eeuws.
De voorgebouwde toren is vervaardigd van zandsteenblokken en heeft een ingesnoerde naaldspits. Het schip is van baksteen, met hoekbanden en omlijstingen van kalksteen en tufsteen. Het driezijdig afgesloten koor bevindt zich aan de rand van een parkvijver.
De kapel bevat het graf van aartsdeken De Surlet, vervaardigd door Duhontoir.